# メガバカ
『メガバカ』は、豪村中（たけむら あたる）のデビュー作である36ページの読切コメディ漫画。
講談社『マガジンドラゴン』（『週刊少年マガジン』2008年1月11日増刊号）に、新人漫画家10人が『週刊少年マガジン』への掲載権を競う漫画賞“ドラゴンカップ”の参加作品として掲載されたが、のちに盗作であることが発覚したため権利剥奪となる。

## ストーリー
泌尿器科で偶然出会った美少女につれなくされた主人公の女ヶ沢克哉。後日偶然再会した美少女・伊口清香には男を嫌う理由があった。女ヶ沢が理由を聞き出そうとしたその時、清香を付け狙う黒い影が……。

## 登場人物
女ヶ沢克哉（めがさわ かつや）
主人公。泌尿器科で伊口清香に出会った事から騒動に巻き込まれる。伝説のギャングチーム、キラーピースの元・リーダー。
伊口清香（いぐち さやか）
ヒロイン。泌尿器科にて女ヶ沢と出会う。
シルバーマン
ギャングチーム、シルバースカルのリーダー。清香を付け狙う。

## 盗作騒動
掲載誌発売直後から登場人物のポーズや構図が『DEATH NOTE』『多重人格探偵サイコ』『エア・ギア』などの漫画作品に酷似しているとの指摘があった。それをきっかけに『週刊少年マガジン』編集部は盗作の事実を認め公式ウェブサイト上で謝罪、ドラゴンカップの選考から除外となった。